# Al Hayba
Al Hayba (en árabe, الهيبة) es una serie de televisión de drama sirio-libanesa, dirigida por Samer Barqawi. Está ambientada en la aldea ficticia de Al Hayba, en la montaña libanesa cerca de la frontera con Siria, y con protagonistas de ambos países, entre los cuales Taim Hasan y Nadine Nassib Njeim. La serie se emitió por primera vez en Middle East Broadcasting Center (MBC) para el mundo árabe, el 27 de mayo de 2017, durante el mes de Ramadán. La 2ª temporada se lanzó en MBC en mayo de 2018. Netflix compró la 1ª temporada y la dobló al inglés, chino, hebreo, francés, español, turco y griego.

## Trama
El protagonista de esta historia, Jabal (Taim Hasan) y su clan familiar, Sheikh Al-Jabal, controlan el contrabando de armas en la aldea de Al Hayba, en la frontera entre Siria y Líbano.
La serie comienza cuando la familia de Al Jabal recibe la noticia del asesinato de su hijo Adel en Canadá. La difunta mujer, Alia (Nadine Nassib Njeim), y su hijo regresan al Líbano para el entierro, y conocen por primera vez a su familia. El hermano del difunto, Jabal, recibe la orden de casarse con la viuda para mantenerla a ella y a su hijo en el Líbano y en la familia. Los Sheikh Al Jabal tienen una disputa histórica con otro clan llamado Al Said, por lo que luchan constantemente entre sí. Ello se suma a las luchas internas de cada personaje, las cuales incluyen conflictos amorosos, violencia, sexo, miedos, mafia y drogas. Los personajes hablan tanto el dialecto sirio como el dialecto estándar libanés, y particularmente el dialecto de Baalbek.

## Reparto
| Character                                       | Actor               | Actor's name in Arabic script | Actor's country of origin |
| ----------------------------------------------- | ------------------- | ----------------------------- | ------------------------- |
| Jabal                                           | Taim Hasan          | تيم حسن                       | Bandera de Siria          |
| Alia                                            | Nadine Nassib Njeim | نادين نسيب نجيم               | Bandera de Líbano         |
| Nur Rahma                                       | Cyrine Abdelnour    | سيرين عبد النور               | Bandera de Líbano         |
| Nahed Imran                                     | Muna Wassef         | منى واصف                      | Bandera de Siria          |
| Sakher                                          | Oweiss Mkhallalati  | أويس مخللاتي                  | Bandera de Siria          |
| Chahine                                         | Abdo Chahine        | عبدو شاهين                    | Bandera de Líbano         |
| Mona                                            | Rozina Lazkani      | روزينا لاذقاني                | Bandera de Siria          |
| Ali                                             | Said Serhan         | سعيد سرحان                    | Bandera de Líbano         |
| Al Shayeb                                       | Mohamad Akil        | محمد عقيل                     | Bandera de Líbano         |
| Majdi                                           | Michael Hourani     | ميشال حوراني                  | Bandera de Líbano         |
| Dr. Ghada                                       | Carla Boutros       | كارلا بطرس                    | Bandera de Líbano         |
| Um Chahine                                      | Kitam Alaham        | ختام اللحام                   | Bandera de Líbano         |
| Rima                                            | Zeinab Hind Khadra  | زينب هند خضرة                 | Bandera de Líbano         |
| Um Ali                                          | Layla Qamri         | ليلى قمري                     | Bandera de Líbano         |
| tío materno de Jabal (hermano de Nahed)         | Najah Safkouni      | نجاح سفكوني                   | Bandera de Siria          |
| Ghazi (tío paterno de Jabal y padre de Chahine) | Khalid Alsayed      | خالد السيد                    | Bandera de Líbano         |
| Essa "the attorney"                             | Patrick             | باتريك                        | Bandera de Líbano         |
| Maryam                                          | Valerie Abou Chacra | فاليري أبو شقرا               | Bandera de Líbano         |
| Marwa                                           | Walaa Alazzam       | ولاء العزام                   | Bandera de Siria          |
| Nimr                                            | Adel Karam          | عادل كرم                      | Bandera de Líbano         |

## Recepción
En 2017, Sabbah Brothers anunció que la 1ª temporada del مسلسلات musalsalat (telenovela árabe) Al Hayba fue recibida con éxito en la región MENA, llegando a 116,7 millones de telespectadores. Fadi Ismail, director de drama grupal de MBC, comenta «La trama también estaba ligada a una cultura feudal, que tiene resonancia emocional en toda la región».

### Crítica
En 2018, se presentó una demanda contra el programa, alegando que promovía el estereotipo de Baalbek como un sitio violento y criminal, donde se da el consumo generalizado de drogas. En respuesta, Cedars Art Production hizo referencia al descargo de responsabilidad del programa de que todos los detalles son ficticios. Los espectadores han vinculado el escenario ficticio del programa a Baalbeck debido a la proximidad a la frontera siria, el uso del dialecto regional y la historia de conflictos familiares.
La actriz principal Nadine Nassib Njeim rechazó el contrato de la 2ª temporada debido a la falta de prominencia de su papel y describió el programa como una historia predominantemente masculina.
Los críticos afirman que un episodio en el que el personaje del actor Taim Hasan golpea a su esposa Sumaya, interpretada por Nicole Saba, normaliza la violencia doméstica.